# Кирхенфельд-Шоссхальде
Кирхенфельд-Шоссхальде — четвертый округ из шести округов Берна . Он расположен в восточной части города и включает в себя статистические районы Бойнденфельд , Бруннадерн , Грифенхюбели , Кирхенфельд , Мюрифелд и Шоссхальде .
Численность постоянного населения в 2022 году составляла 27 565 человек, из которых 21 809 были швейцарцами и 5 747 — иностранцами.

## Кварталы
Включает в себя 6 кварталов:
- Кирхенфельд
- Грипфенхюбели
- Бруннадерн
- Мурифельд
- Шоссхальде
- Бойденфельд

## Особые возможности
Район IV находится недалеко от центра города, здесь много зелени и находится множество музеев ( Исторический музей Берна , Музей коммуникаций Берна , Швейцарский альпийский музей , Художественная галерея Берна ), посольств и школ (школьный округ 1).
Федеральные администрации и учреждения, такие как: B. Здесь находятся штаб-квартиры Комиссии по конкурсу WEKO, Швейцарского федерального архива , Федерального монетного двора Swissmint , Государственного секретариата по образованию, исследованиям и инновациям SERFI, Швейцарской национальной библиотеки NL или Федерального ведомства культуры .
Район сочетает в себе элементы исторической городской планировки (Кирхенфельд), движения «город-сад» (Бруннадернквартир) и современные высотные жилые комплексы 1970-х годов (Виттигкофен). Это один из самых популярных жилых районов, в котором проживает около 18 процентов населения города.

## Участие соседей
Согласно «Положению о политических правах» (RPR)  города Берна, районное представительство округа IV (QUAV 4) представляет интересы населения района и обеспечивает их участие.  Членами являются делегаты от 32 объединений района с правом голоса, из которых 13 представляют политические партии. Остальные представляют местные ассоциации разных размеров или отдельные группы интересов. У Quav 4 есть собственный офис. В 2019 году было проведено 10 публичных и 2 дополнительных заседания. Функция «стены плача по индивидуальным интересам» редко осознается, при этом чаще всего поднимаются вопросы транспорта.  Журнал под названием Quavier выходит четыре раза в год.  Первая окружная комиссия для округа 4 начала свою «опытную эксплуатацию» в 1977 году и продолжала развиваться до тех пор, пока в 2004 году не были полностью разработаны положения о политических правах.
В QUAV 4 статистические районы обычно называются «кварталами», а их общие кварталы — «малыми кварталами». Существуют различия в обозначении: один квартал, Бургфельд/Гальгенфельд, включает в себя все общие кварталы статистического округа Бойнденфельд . Остальные пять округов, управляемых QUAV 4, по названию соответствуют статистическим округам Берна. Другие небольшие различия заключаются в том, что промышленная зона Гальгенфельд называется только Гальгенфельд, а лес Шерменвальд в него не включен (леса указаны только как районы по всему Берну — вероятно, потому, что они находятся под контролем лесного управления).  На своем сайте они также публикуют карту общенациональных кварталов  , поэтому можно предположить, что общенациональные и местные виды существуют бок о бок.